# عسر الطمث
عُسْر الطمث (بالإنجليزية: Dysmenorrhea)‏ ويعرف أيضًا بآلام الدورة هو ألم دوري يحدث أسفل البطن وبدايته من وقت ابتداء الدورة الطمثية أو قبلها مباشرةً وينتهي بعد توقف الطمث. وربما كانت نسبة 90 % من الإناث البالغات يعانين من آلام الدورة وهذا هو السبب الرئيسي للتغيب عن العمل والمدرسة.

## أسباب عسر الطمث
إن عسر الطمث هو التعبير الطبي لآلام الدورة التي لا تعكس أية حالة مرضية بل تعود حصراً للتقلصات الرحمية بتأثير البروستغلاندين
هذه الحالة حميدة وتعالج ذاتياً ولكن عسر الطمث الثانوي يسببه تطور حالة مرضية مستبطنة ويجب إحالة المريضة إلى طبيب. ويجب على الصيدلاني أن يستجوب المريضة بشكل دقيق ليتأكد أنها لا تحمل علامات عسر الطمث الثانوي وهي :
1. حدوث الألم بعد فترة طويلة (ربما سنوات عديدة) من دورات طمثية لا ألم فيها.
2. نزف أكثر غزارة من العادي
3. استجابة أقل لمضادات الالتهاب اللاستيرويدية من المريضات بعسر الطمث الأولي.
4. نجيج (مفرزات) مهبلي غير طبيعي
5. زيادة حساسية الرحم للألم في أوقات غير وقت الطمث.

### أسباب عسر الطمث الثانوي
عسر الطمث الثانوي قد تسببه التهاب بطانة الرحم قالب:Endometritis وهو السبب الأكثر شيوعاً لعسر الطمث الثانوي، وقد ينتج عن النموات والأورام الحميدة والخبيثة للرحم والبطن أو مرض التهاب عنق الرحم المزمن، الليف الرحمي، تناذر الكولون الهيوج أو المرض الجوفي.

## علاج عسر الطمث
أنواع العناية الذاتية لعلاج الألم الطمثي يمكن تصنيفها في ثلاث مجموعات :

### التغيرات في نمط العيش
يوصي الأطباء بعدد من التغيرات في نمط العيش لتخفيف عدم الراحة وقت الطمث، يجب على المريضة أن تخفض استهلاك الصوديوم والسكر وتبتعد نهائياً عن الكحول والكافئين وتتعقل باستهلاك المنتجات اللبنية لأن أياً مما سبق يمكن أن يدهور الأعراض من نوع احتباس السوائل وسرعة الغضب والانتفاخ زيادة نسبة السكريات المركبة في القوت اليومي يمكن أن يحسن من المزاج،

### العلاج الحراري
و هو علاج تقليدي للإزعاج وقت الطمث وخصوصاً لعسر الطمث، لكنه غير عملي لمعظم المريضات لأن الطرق المتواجدة سابقاً كانت مربكة في أحسن الأحوال وأعطت مستويات غير ثابتة وغير موثوق بها من درجات الحرارة في أسوأ الأحوال. لا يستطيع المريض أن يبقى حر الحركة لممارسة نشاطاته اليومية الطبيعية بأجهزة من مثل أكياس الماء الساخنة والكمادات الحارة. أكياس الماء الساخن ثقيلة الوزن وتحتاج لإعادة ملئها بشكل متوالي لتوفير الحرارة.
أما الكمادات الحارة فتسبب كثيراً من الإصابات وتجبر المريض على ملاصقة مخرج كهربائي. وقد أحدثت المعالجة الحرارية قفزات هائلة بعد تسويق أجهزة محمولة وعملية وقابلة للبس. وذلك على شكل لفافة تعطي حرارة سطحية مستمرة ومنخفضة، يتفعل الجهاز عندما تفتح الغلاف وخلال 30 دقيقة يوفر تأكسد خلايا الحديد في لفافة الحرارة درجة حرارة 104 ْ م ثابتة وآمنة ويتم لبس الجهاز لمدة 8 ساعات ويوفر تفريجاً للألم لمدة 24 سا، يتم لصق الجانب اللاصق على ثياب المريض الداخلية مما يسمح لأقراص الحرارة بتماس مباشر مع الجلد. لا يجوز استعمال الجهاز مع المسكنات الموضعية الخارجية
وجد في دراسة تقارن المعالجة بالأسيتامينوفين مقابل اللفافة الحرارية لعلاج عسر الطمث أن اللفافة أفضل من 1000 ملغ من الأسيتامينوفين في تفريج الألم والتوتر العضلي والمغص.

### الأدوية الداخلية
إن الأدوية الداخلية التي تسوق خصيصاً لمشاكل الطمث تكون عادةً علاجاً مركباً يحوي واحد أو أكثر من المكونات التي لا نعلم حقيقة مفعولها. فعقار البيرلامين لم تثبت له أبداً فعالية استخدام في المشاكل الطمثية ولكنه يبقى مكوناً شائعاً في كثير من المنتجات، ولهذا فإن وجوده يساهم بالتأثيرات الضارة والاختلاطات دون أن يرافق ذلك منفعة.
مدر البول آمن ومفيد ولكنه محدود بتوفير تفريج الأعراض المتصلة فقط بزيادة الماء. المسكنات الداخلية أيضاً فعالة وآمنة بتفريج الإزعاج. ولكن الدراسة التي ذكرناها آنفاً تظهر أن لفافة الحرارة مفضلة على الأسيتامنوفين، وبالمقابل فإن مضادات الالتهاب اللاستيرويدية مثل الإيبوبروفن أو النابروكس قد تفرج الإزعاج ويمكن استخدامها مع اللفافة الحرارية. دراسة قاعدة معلومات تظهر أن مضادات الالتهاب اللاستيرويدية أكثر فعالية من الدواء الغفل لعلاج ألم عسر الطمث ولكن الدليل على أفضلية دواء على آخر ينقص هذه الدراسة.